# Einblasdämmstoff

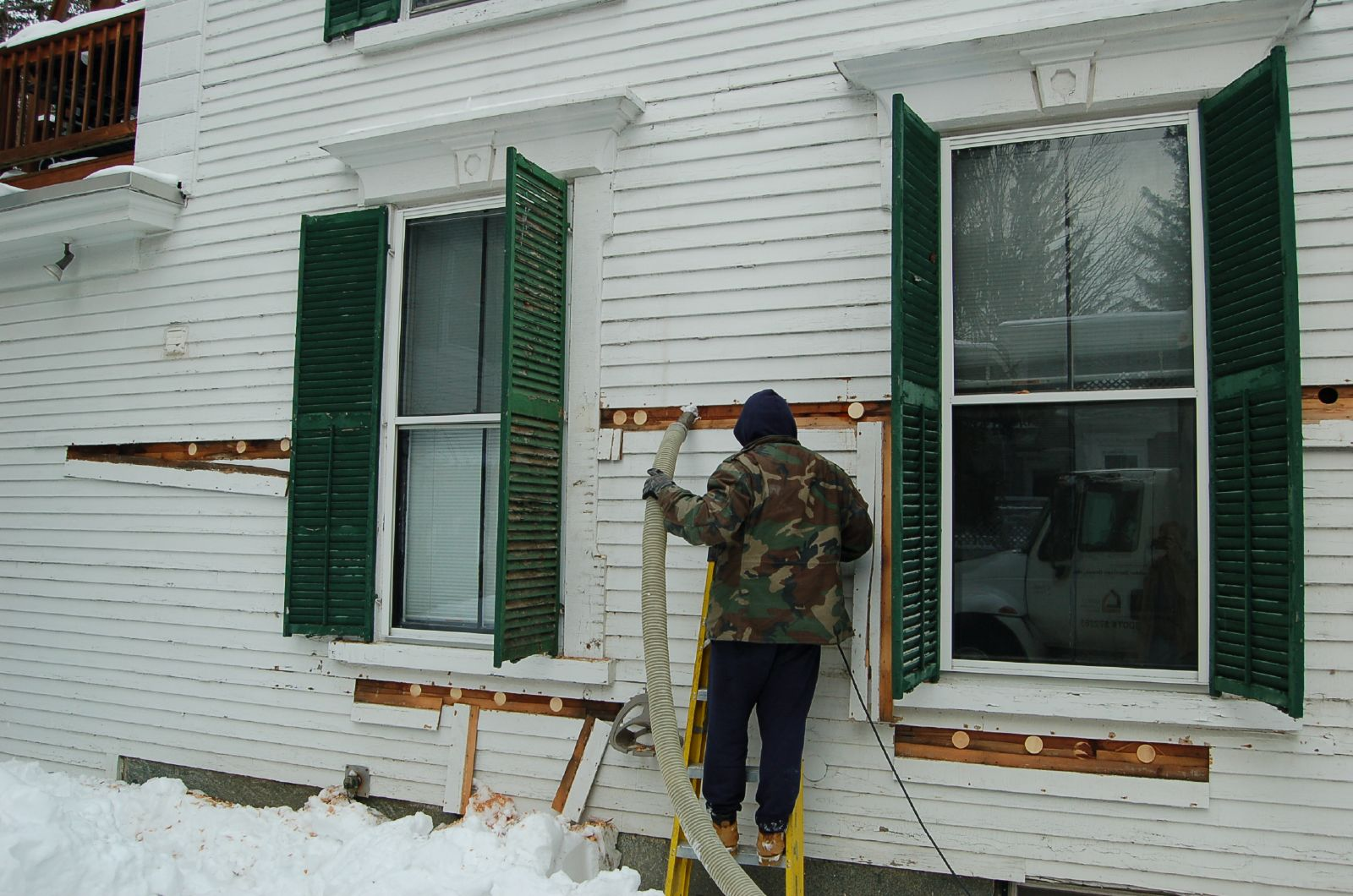
Mit einem an die Einblasmaschine angeschlossenen Schlauch wird Einblasdämmstoff in den Hohlraum hinter einer Außenwand eingebracht.

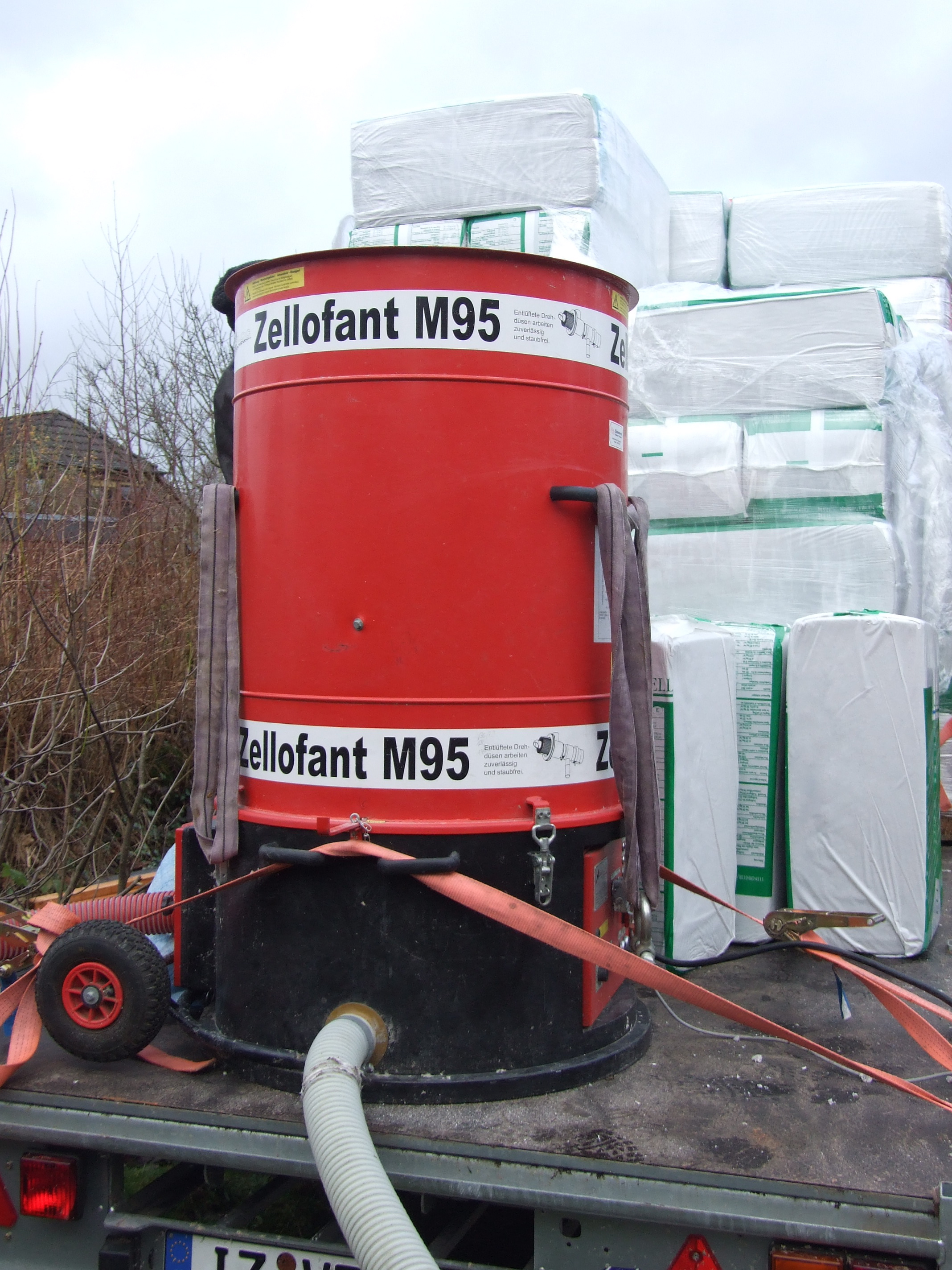
Zelluloseflocken werden über die Dosiereinrichtung (Tonne) eingebracht und durch den Schlauch (unten im Bild) in vorhandene Hohlräume eingeblasen.

Einblasdämmstoffe sind lose Dämmstoffe, die mittels einer Einblasmaschine mit Hilfe von Luft in ein Bauteil eingebracht werden. Es existiert eine Vielzahl von Einblasdämmstoffen, die sich in ihrem Dämmwert und der Eignung für verschiedene Einsatzzwecke unterscheiden.
Durch die Einblastechnik kann eine vollständige Hohlraumfüllung erreicht werden. Der Arbeitsaufwand zur Verfüllung vorhandener Hohlräume ist gering und die Einbringung einfach. Zum Einführen des Einblasschlauches bedarf es lediglich runder Öffnungen von 10 bis 20 cm Durchmesser.

## Einblasdämmstoffe

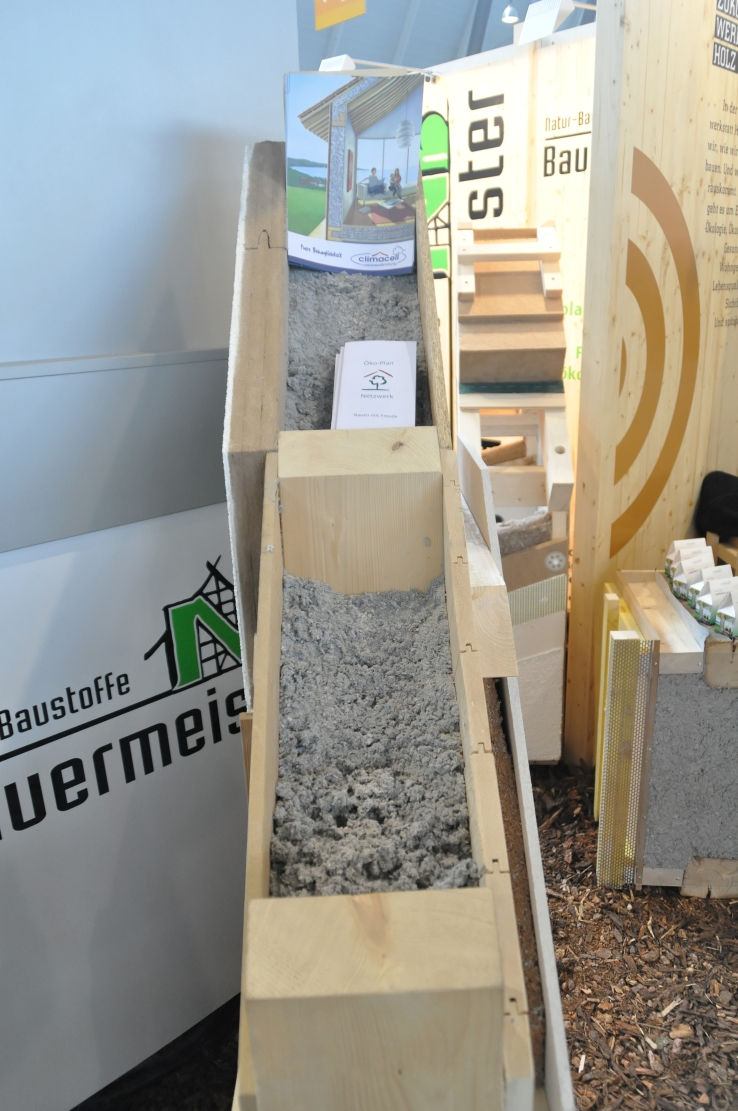
Dämmstoff in einem Modell einer hölzernen Wand

Einblasdämmstoffe können aus anorganischen (mineralischen) oder organischen (natürlichen oder synthetischen) Stoffen bestehen. Sie müssen aus einzelnen Partikeln bestehen, die klein genug sind, um per Luftdruck durch Schläuche mit 6 bis 8 cm Innendurchmesser gefördert werden zu können. Die Dämmeigenschaft des Materials wird durch die Einlagerung von möglichst fein verteilten Luftporen erreicht, welche die Wärmeleitung reduzieren.
Die zur Behinderung innerer Luftzirkulation nötige Matrix besteht entweder aus einer Zusammenballung von Fasern oder aus einer kompakten Masse, die unter Wärmeeinwirkung oder durch eine chemische Reaktion unter Porenbildung expandiert wurde. Bei Aerogel wird das im Ausgangsmaterial enthaltene, fein verteilte Wasser verdunstet.

### Natürliche Rohstoffe
- Zelluloseflocken aus Altpapier oder Wiesengras
- Holzfasern
- Hanf-, Flachs-, Jute- und Grasfasern
- Kork[1]

### Mineralische Rohstoffe
- Glaswolle- oder Steinwollegranulat
- Perlit- oder Vermiculite-Granulat
- Silikatleichtschaum
- Mineralschaum
- Blähglas
- Aerogel

### Synthetische Rohstoffe
- Polyurethan (PUR-Granulat)
- EPS-Granulat (expandiertes Polystyrol oder graues EPS)
- Insute (expandiertes Acrylcopolymer)

## Anwendungsbereiche
- oberste Geschossdecke
- Dachschrägen
- Drempelräume
- Zweischaliges Mauerwerk
- Holzrahmenbau
- Installationsschächte

Kurzzeichen für Einblasdämmstoffe und ihre Verwendung im Bauwerk:
- W – nicht druckbelastbare Einblasdämmstoffe, z. B. für Wände, Decken und belüftete Dächer
- WL – nicht druckbelastbare Einblasdämmstoffe, z. B. für die Dämmung zwischen Sparren- und Balkenlagen
- WD – Einblasdämmstoffe, auch druckbelastet, z. B. unter druckverteilenden Böden (ohne Trittschallanforderungen) und in unbelüfteten Dächern unter der Dachhaut

Wichtige Anwendungsbereiche sind insbesondere schwer zugängliche Stellen im Dachausbau und bei der energetischen Altbausanierung. Für die nachträgliche Kerndämmung der inneren Luftschicht in zweischaligem Mauerwerk (zwischen Vor- und Hintermauerschale) können nur Einblasdämmstoffe genutzt werden. Für diesen Einsatzzweck zugelassene Materialien werden in der Regel durch Bohrungen in der äußeren Mauerschale in die Luftschicht eingeblasen. Vor allem bei der Holzständerbauweise und im Bereich der Dachdämmung werden Einblasdämmstoffe auch für Neubauten verwendet. Im Dachausbau und bei Leichtbauweise werden Einblasdämmstoffe aus nachwachsenden Rohstoffen (vor allem Holzfasern und Zelluloseflocken) auch wegen ihres hohen sommerlichen Wärmeschutzes eingesetzt.
Ein neuer Bereich der Einblasdämmtechnik zeigt sich im Bereich der Installationsschächte. Über definiert maschinell eingebrachte Rohdichten kann eine hohe Sicherheit im vorbeugenden baulichen Brandschutz erreicht werden. Dieses Verfahren hilft in Bestandsbauten dazu, eine kostengünstige, saubere und zeitsparende Nachrüstung eines Brandschutzes durchzuführen. In neuen Installationen lässt sich dieses Verfahren mit weiteren Potenzialen ergänzen. Diese nachträgliche Dämmlösung löst in Installationsschächten ebenso die Anforderungen des Wärmeschutzes für warmgehende Rohrsysteme, somit kann auf übliche Rohrisolierungen verzichtet werden. Das Befüllen der Installationswände führt weiterhin dazu, dass die Anforderungen an den Schallschutz deutlich verbessert werden können. Letztlich führt im Wohnungsbau das Befüllen von Schächten dazu, dass ein Geruchsschutz entsteht, der vorhandene wohnungsübergreifende Undichtigkeiten im Installationsschacht eliminieren kann. 
In öffentlichen Gebäuden wie Schulen, Büros, Verwaltungsgebäuden, Hotels sowie allgemein in Gebäuden der Gebäudeklasse 4 (über 7 Meter Höhe) dürfen nur nicht brennbare Einblasdämmstoffe (z. B. Steinwollegranulat) der Baustoffklasse A1 eingesetzt werden.

## Mögliche Probleme
Vor dem Einsatz derartiger Dämmstoffe muss sichergestellt sein, dass etwaige Undichtigkeiten verschlossen sind. Ansonsten kann es zum Austritt der Dämmstoffe und somit zum Entstehen von Wärmebrücken kommen.

## Richtlinien
- DIN EN 14063-1:2004-11 – Wärmedämmstoffe für Gebäude – An der Verwendungsstelle hergestellte Wärmedämmung aus BlähtonLeichtzuschlagstoffen (LWA) – Teil_1: Spezifikation für die Schüttdämmstoffe vor dem Einbau. Deutsche Fassung EN_14063-1:2004
- DIN EN 14063-2:2013-10 – Wärmedämmstoffe für Gebäude – An der Verwendungsstelle hergestellte Wärmedämmung aus BlähtonLeichtzuschlagsstoffen (LWA) – Teil_2: Spezifikation für die eingebauten Produkte. Deutsche Fassung EN_14063-2:2013
- DIN EN 14064-1:2019-04 – Wärmedämmstoffe für Gebäude – An der Verwendungsstelle hergestellte Wärmedämmung aus Mineralwolle (MW) – Teil_1: Spezifikation für Schüttdämmstoffe vor dem Einbau. Deutsche Fassung EN_14064-1:2018
- DIN EN 14064-2:2010-06 – Wärmedämmstoffe für Gebäude – An der Verwendungsstelle hergestellte Wärmedämmung aus Mineralwolle (MW) – Teil_2: Spezifikation für die eingebauten Produkte. Deutsche Fassung EN_14064-2:2010

- DIN EN 12524:2000-07 – Baustoffe und -produkte – Wärme- und feuchteschutztechnische Eigenschaften – Tabellierte Bemessungswerte; Deutsche Fassung EN 12524:2000

- DIN EN 13501-1:2019-05 – Klassifizierung von Bauprodukten und Bauarten zu ihrem Brandverhalten – Teil 1: Klassifizierung mit den Ergebnissen aus den Prüfungen zum Brandverhalten von Bauprodukten. Deutsche Fassung EN 13501-1:2018
- DIN 4102-16:2015-09 – Brandverhalten von Baustoffen und Bauteilen – Teil 16: Durchführung von Brandschachtprüfungen

- DIN EN 12667:2001-05 – Wärmetechnisches Verhalten von Baustoffen und Bauprodukten – Bestimmung des Wärmedurchlasswiderstandes nach dem Verfahren mit dem Plattengerät und dem Wärmestrommessplatten-Gerät – Produkte mit hohem und mittlerem Wärmedurchlasswiderstand; Deutsche Fassung EN 12667:2001
- DIN EN 12086:2013-06 – Wärmedämmstoffe für das Bauwesen – Bestimmung der Wasserdampfdurchlässigkeit; Deutsche Fassung EN 12086:2013
- DIN EN 29053:1993-05 – Akustik; Materialien für akustische Anwendungen; Bestimmung des Strömungswiderstandes (ISO 9053:1991); Deutsche Fassung EN 29053:1993
- DIN EN 1609:2013-05 – Wärmedämmstoffe für das Bauwesen – Bestimmung der Wasseraufnahme bei kurzzeitigem teilweisem Eintauchen; Deutsche Fassung EN 1609:2013